# Asterix en de Olympische Spelen
Asterix en de Olympische Spelen is het twaalfde deel uit de stripreeks Asterix de Galliër van René Goscinny (tekst) en Albert Uderzo (tekeningen). In eerdere nummeringen kreeg het album volgnummer 14.
Het album verscheen voor het eerst in 1968. Bij een herdruk in 2008 werd een andere covertekening gebruikt, om in te spelen op de toen recente bioscoopfilm Asterix en de Olympische Spelen. In 2016 en 2024 verscheen het verhaal met een uitbreiding van 16 pagina's met achtergrondinformatie bij het verhaal. De versie van 2024 verscheen ter ere van de Olympische Spelen in Parijs, opnieuw met de aangepaste covertekening uit 2008.

## Verhaal
Nestorix is paddenstoelen aan het plukken als hij uit het nabijgelegen Romeinse kamp opwindende kreten hoort. Hij gaat dit in het dorp vertellen, waarna er een spraakverwarring plaatsvindt en iedereen (behalve Asterix) diens eigen visie over wat te doen met de paddenstoelen verdedigt. Enige tijd later, wanneer Asterix en Obelix op everzwijnen gaan jagen, zien ze vlak bij hun dorp een Romein die aan trainen is voor de Olympische Spelen, genaamd Tulius Torsus. Obelix achtervolgt de Romein om te vragen "of er iemand achter hem aan zit", om door Obelix en Asterix gelapt te worden. Woedend gooit hij een jong boompje als een speer weg en krijgt een hele stronk teruggeworpen. Nu werkelijk ziedend veert Torsus weer recht en wil met Obelix op de vuist, die hem met de vlakke hand de bomen in mept. Torsus is hierdoor zo aangeslagen dat hij zijn training opgeeft, zich een miezerd vindt en het kamp begint te vegen.
De centurio gaat de zaak bepleiten met Heroïx (die met zijn jaarlijkse bad bezig is en met bad en al naar buiten wordt gedragen), die belooft de zaak te bekijken. Dit geeft de Galliërs echter het idee om zelf ook mee te doen met hun dorp. Als Heroïx dit gaat melden bij de Romeinen, zwiept Torsus parmantig met zijn bezem verder, maar dan bedenkt de centurio dat Galliërs niet kúnnen deelnemen omdat de spelen alleen voor Grieken en Romeinen zijn. Torsus is hierdoor gerustgesteld en herneemt zijn training terwijl Heroïx terugkeert naar het dorp om het slechte nieuws te melden. Toch denkt Asterix goed na en gebruikt als tegenargument dat Julius Caesar altijd beweert dat ze wel Romeinen zijn, zeer tot het ongenoegen van de centurio die even gaat spioneren en de bui al voelt hangen (en nadien samen met Torsus aan het bezemen slaat).
De Galliërs houden selectieproeven maar door de toverdrank is iedereen even sterk (al vindt Obelix dat Idéfix sterker is omdat het kleine hondje met zijn achterpoot achter zijn oren kan krabben). Daarom wordt besloten Asterix als intelligentste en Obelix als sterkste kandidaat voor te dragen, en iedereen (de mannen) mee zal gaan om hen aan te moedigen. Hoefnix wil zijn beklag doen (demonstrerend dat hij net als Idéfix ook achter zijn oren kan krabben), maar niemand neemt dit protest echt serieus.
Terwijl de Romeinen al vegend de dagen aftellen naar de Spelen, wordt bij de Galliërs volop voorbereid: Heroïx huurt een boot, Panoramix zorgt voor voldoende verantwoord voedsel (everzwijnen voor Obelix) en Hoefnix weerhoudt Kakofonix van een Olympische hymne te componeren.
Al snel vertrekt het hele gezelschap naar Griekenland. Alleen de vrouwen blijven in het dorp achter.
De Galliërs mogen echter hun eigen tocht al roeiend afleggen, want de boot die Heroïx af huurde is een galei. Tot overmaat van ramp wordt een verzetje met de piraten hun ontzegd, omdat het 'niet tot de route noch het pakket' behoort. Intussen laten de piraten hun eigen schip onder zich wegzinken omdat ze denken toch wel te zullen verliezen.
Bij aankomst botsen de Galliërs op Torsus en de centurio, die kort daarop moedeloos in het Romeinse trainingskamp toekomen. Beseffend dat ze kansloos zijn verzaken de Romeinse atleten aan hun training en laten ze de decadentie de vrije loop, tot ongenoegen van de andere (Griekse) atleten. De gezaghebbers komen de situatie bespreken, waarna, in gezelschap van de centurio, de Galliërs, tot hun schrik en verbazing te horen dat er bij de spelen een verbod geldt op het gebruik van stimulerende middelen, waar de toverdrank per definitie ook onder valt. Dit houdt in dat Obelix in elk geval niet mee mag doen, en dat de andere Galliërs alleen mee kunnen doen zonder toverdrank.
Aangemoedigd door dit nieuws worden de Romeinen weer aan het trainen gezet terwijl de Galliërs zich bij de rest van de mannen vervoegen om het slechte nieuws te melden. De meesten willen na het horen van dit nieuws de Spelen opgeven en weer naar huis gaan, maar Asterix besluit door te zetten daar hij de beste hardloper van de Galliërs is. Zonder toverdrank kan hij echter niet op tegen de andere atleten, al verslaat hij in het eerste loopnummer nog wel de Romeinse deelnemers.
Dan bedenkt Asterix samen met de druïde Panoramix een plan. Ze vertellen elkaar hardop waar de toverdrank onbewaakt is, zodat een aantal Romeinen dit horen. 's Avonds gaan de Romeinen ernaartoe en nemen een slok. De volgende dag vindt weer een hardloopwedstrijd plaats, waarbij op Asterix na alle Romeinen toverdrank hebben gedronken. Asterix verliest dan ook, maar Panoramix verklapt dat de Romeinen tegen de regels in toverdrank hebben genomen. Hij bewijst dit met het feit dat hij een kleurstof in de drank heeft gedaan, zodat iedereen die ervan heeft gedronken nu een blauwe tong heeft. Daar Asterix als enige geen toverdrank heeft gedronken wint hij.
Het avontuur eindigt met de galeivaart terug (en een vluchtige ontmoeting met de piraten) en het traditionele banket, waar Asterix laat weten zijn palmtak af te hebben gestaan aan "iemand die het meer nodig had dan hij". In Rome staan twee mannen in het Paleis van Caesar om gelauwerd te worden: Torsus, met Asterix' gouden palmtak op de arm, wordt tot centurio gepromoveerd door Caesar en de centurio tot tribuun.

## Film
In 2008 verscheen de film Asterix en de Olympische Spelen, losjes gebaseerd op dit stripalbum. De film bevat echter andere plotelementen dan de strip.

## Achtergrond
- Dit is het eerste album waarin Nestorix werkelijk verschijnt. In eerdere albums verschenen al oude mannetjes die qua uiterlijk veel op hem leken.
- Het verbod op de toverdrank tijdens de Olympische Spelen is een allusie op doping.
- Aan de ingang tot het Olympisch dorp bevindt zich een bas-reliëf met daarop een afbeelding van Goscinny en Uderzo met hun namen in Griekse letters (ΓΟΣΚΙΝΝΙ, ΥΔΕΡΖΟ). Ze maken elkaar uit voor Despoot en Tyran.
- Rodos stuurt slechts één atleet, een "kolos". Dit is een verwijzing naar de Kolossus van Rodos.
- Dit is het derde album sinds Asterix de Galliër waarin de bard Kakofonix niet vastgebonden is tijdens het slotbanket.
- De Grieken zijn allemaal neven van elkaar, spreken telkens hoe ze elkaar volkomen mogen vertrouwen (net als de huidige Grieken) en hun namen eindigen allemaal op -os (zoals Pingpatos en Calvados), -as (zoals Plexiglas) en -es.
- Nestorix, Obelix en Asterix dansen op hun eerste avond in Griekenland in een bar de Sirtaki. Achteraf wordt de leeftijd van Nestorix onthuld, een van de weinige Galliërs uit het dorp van wie de leeftijd bekend raakt.
- Wanneer de Olympische Senaat zich buigt over hoe de interesse (en geld in het laatje) te houden, heeft een van hen een idee, welke hij 'ge-eurekad' heeft. Een zinspeling op filosoof Archimedes die bij een ontdekking van waterverplaatsing Eureka! geroepen zou hebben.
- De bootreis is een parodie op georganiseerde vakanties en hoe een folder soms de werkelijkheid mooier voorstelt dan ze is.
- Bij de voorstelling van Olympia wordt berekend dat Herakles schoenmaat 46 had. De lengte van het loopveld was namelijk 192,47 m en dat kwam overeen met 600 keer de lengte van de voet van Herakles.
- Hoefnix en Nestorix maken opvallend veel ruzie in dit album, in tegenstelling tot in latere delen waarin de dorpsruzies eerder tussen Hoefnix en Kostunrix uitbreken.
- De atleten dragen rokjes, maar Asterix draagt een broek. Hierbij dacht de tekenaar wellicht aan de verschillen in kleding tussen de Galliërs (die broeken droegen) en de Romeinen en Grieken (die geen broeken kenden). Het is echter historisch onjuist: in werkelijkheid droegen de atleten niets.